# Attestation immobilière
En France, l'attestation immobilière est un acte rédigé par un notaire. Dans le cadre du règlement d'une succession, lorsque des biens immobiliers font partie de l'actif de la succession, le notaire rédige un acte juridique qui transfère le titre de propriété au nom des héritiers.